# Elspeth Huxley
Pour les articles homonymes, voir Huxley.
Elspeth Huxley, née Grant le 23 juillet 1907 à Londres, et morte le 10 janvier 1997 à Tetbury, Gloucestershire, est une écrivaine, journaliste, essayiste et magistrate britannique. Elle est notamment l'auteure d’une série policière et de nombreux essais sur l’Afrique.

## Biographie
Fille unique du major Josceline Grant, d’origine écossaise, elle vit entre 1912 et 1925 dans une ferme de café au Kenya, pays qui devient sa seconde patrie et dont elle évoquera plus tard le souvenir sous une forme romancée dans Les Pionniers du Kenya (1959) et The Mottled Lizard (1962).
Elle fait ses études à l’école européenne de Nairobi, puis rentre en Angleterre pour s’inscrire à l’Université de Reading du Berkshire, où elle obtient un diplôme en agriculture. Elle fait ensuite d’autres études supérieures à l’Université Cornell dans le Nord de l’État de New York. Elle devient l’assistante du responsable de la presse du Empire Marketing Board (en), un organisme chargé de la promotion des produits de l’Empire britannique. Elle épouse en 1931 Gervas Huxley, le cousin de l’écrivain Aldous Huxley. Elle démissionne de son poste l’année suivante et fait de nombreux voyages. En 1935, elle publie un ouvrage sur l’un des principaux colons du Kenya, Hugh Cholmondeley (3e baron Delamere). Si elle milite à cette époque en faveur du colonialisme, sa pensée évoluera et elle deviendra une des porte-parole de l’indépendance des pays africains.
En 1937, elle se lance par plaisir dans le roman policier et publie une série de quatre titres ayant pour héros le superintendant Vachell, d’origine canadienne. Ces récits bien ficelés mêlent à leur intrigue policière une satire sociale à la Evelyn Waugh et un humour britannique à la P. G. Wodehouse. Red Strangers, un roman non-policier publié à la même époque, raconte sur quatre générations les effets dévastateurs de l’implantation des colons anglais sur la tribu des Kikuyus du Kenya.
Pendant la Seconde Guerre mondiale, Elspeth Huxley devient journaliste pour la radio et agent de liaison avec le Kenya. Après le conflit, elle poursuit sa carrière journalistique en Angleterre pour le compte de la BBC et s'installe dans une ferme du Wiltshire. Membre du Conseil consultatif de la BBC de 1954 à 1960, elle siège à la Commission consultative sur l'Afrique centrale de 1959 à 1961. Elle est également juge de paix du Wiltshire de 1947 à 1977. À partir du milieu des années 1950 jusqu'à sa mort, elle signe plusieurs essais et ouvrages sur les problèmes sociaux et environnementaux de l’Afrique de l'Est.
Elle est faite commandeur de l'ordre de l'Empire britannique en 1962.

## Œuvre

### Romans

#### Série policièreSuperintendant Vachell
- Murder at Government House (1937)
- Murder on Safari (1938) Publié en français sous le titre Safari sans retour, Paris, Librairie des Champs-Élysées, coll. « Le Masque » no 1764, 1984
- Death of an Aryan ou The African Poison Murders (É.-U.) (1939)
- The Merry Hippo ou The Incident at the Merry Hippo (É.-U.) (1963)

#### Autres romans non-policiers
- Red Strangers (1939)
- The Walled City (1948)
- I Don't Mind If I Do (1950)
- A Thing to Love (1954)
- The Red Rock Wilderness (1957)
- A Man from Nowhere (1964)
- The Prince Buys the Manor (1982)
- Out in the Midday Sun: My Kenya (1985)

#### Romans à caractère autobiographique
- The Flame Trees of Thika: Memories of an African Childhood (1959) Publié en français sous le titre Les Pionniers du Kenya, Paris, Mercure de France, coll. « Parallèles », 1965
- The Mottled Lizard ou On the Edge of the Rift: Memories of Kenya (É.-U.) (1962)
- Love Among the Daughters: Memories of the Twenties in England and America (1968)
- Gallipot Eyes: a Wiltshire Diary (1976)

### Autres publications
- White Man's Country: Lord Delamere and the Making of Kenya (1935)
- Atlantic Ordeal: the Story of Mary Cornish (1941)
- African Dilemmas (1948)
- Settlers of Kenya (1948)
- The Sorcerer's Apprentice: a Journey Through Africa (1948)
- Four Guineas: a Journey Through West Africa (1954)
- No Easy Way: a History of the Kenyan Farmers' Association and UNGA Limited (1957)
- A New Earth: an Experiment in Colonialism (1960)
- Back Street New Worlds: a Look at Immigrants in Britain (1964)
- With Forks and Hope: an African Notebook (1964)
- Brave New Victuals: an Inquiry into Modern Food Production (1965)
- Their Shining Eldorado: a Journey Through Australia (1967)
- The Challenge of Africa ou Afrika, een uitdaging (1971)
- The Kingsleys: a Biographical Anthology (1973)
- Livingstone and His African Journeys (1974)
- Florence Nightingale (1975)
- Scott of the Antarctic (1978)
- Nellie: Letters from Africa (1980)
- Whipsnade: Captive Breeding for Survival (1981)
- Last Days in Eden ou De Laatsten in de Hof van Eden (1984), en collaboration avec Hugo van Lawick
- Nine Faces of Kenya (1990)
- Peter Scott: Painter and Naturalist (1993)

## Adaptation télévisée
- 1981 : The Flame Trees of Thika, mini-série britannique en sept épisodes réalisé par Roy Ward Baker, avec Hayley Mills et David Robb.

## Sources
- (en) John M. Reilly, Twentieth-century crime and mystery writers, New York, St. Martin's Press, 1985, 2e éd., 1094 p. (ISBN 978-0-312-82418-1), p. 492-493.